# 偏偏喜歡你 (專輯)
《偏偏喜歡你》是香港歌手陳百強的第六張粵語大碟，是陳百強其中一張選曲最出色的專輯，收錄了陳百強其中一首最著名的個人作曲代表作——柔情凄婉的中式小調名曲《偏偏喜歡你》，以及浪漫而纏綿的《脈搏奔流》，象徵年輕人突破框架、充滿創新活力的中快板歌曲《不》，此後多次被用於香港「公益金百萬行」宣傳短片的歌曲《公益心》，改編自著名國語時代曲，柔情似水的《相思河畔》，以及略帶憂怨、描繪海旁情景的《浪潮》等名曲。此唱片採用雙封套設計，於1983年8月推出。

## 製作背景
據周啟生透露，陳百強創作《偏偏喜歡你》的靈感最初是源自張德蘭的《情若無花不結果》（此曲由周啟生作曲及編曲，盧國沾填詞，獲得港台「中文歌曲龍虎榜」1982年第27周冠軍。）。陳百強很喜歡這種中式的小調，曾要求周啟生寫一首類似的歌給他，但無果。
周啟生如此描述當時的情景：「Danny問我很多次，可不可以寫首‘情花’給他？我問什麼是‘情花’，原來就是《情若無花不結果》！」
1983年的某日，陳百強在中環通利琴行試琴時找到靈感創作出《偏偏喜歡你》這首歌。
鄭國江曾提及收到《偏偏喜歡你》曲子時的情景：「我很少跟他（陳百強）私下見面，但這首歌(《偏偏喜歡你》)我們是相約在太子道的Captain's Table（嘉桌餐廳，位於九龍窩打老道與太子道交界處）茶敘，邊喝邊談，內容都是圍繞著他對這首歌和愛情的看法，我聽完之後就將他的想法投入到歌詞中，所以他每次演繹這首歌時，都特別深情投入。」
鄭國江透露這首歌詞有一部分靈感是來自他的一位前學生的故事：「我有一位學生，后來移民去了加拿大，並且和一位心儀的女孩結了婚，但是婚后不久卻因為一些事情離婚了，但是這個學生對前妻痴心不已，總希望有一天能和妻子復合，后來這學生在前妻上班的地方附近開了一家花店，希望每天都能看著她上下班。 這個學生的“痴”深深感動了我，便將他的痴寫進了歌里。」
鄭國江透露陳百強收到歌詞后，特地致電告知他已將原詞中的「偏偏鍾意你」（音調5-5-2-1-1）改成了「偏偏喜歡你」(音調5-5-2-2-1)。鄭國江說能根據新詞自行更改曲調是作曲歌手特有的優點。
周啟生為《偏偏喜歡你》編曲時在流行曲的基礎上加入了大量的民樂樂器，如笛子、古箏等。
張德蘭參與了此曲的和音。
陳百強曾在1983年「勁歌金曲」第四季季選節目中透露了一些灌錄《偏偏喜歡你》時的故事：「還記得錄這首歌的時候，曾經發生過很多不順利的事，例如中途電力中斷啦，又試過機器壞了，第三次我只是錄第一句，就已經試過錄45次都不順利，終於在錄第46次時搞定。」
《公益心》原曲原本是林慕德為香港「公益金百萬行1981」宣傳廣告所寫的一首簡短的廣告歌，陳百強覺得旋律好聽，遂請林慕德將此廣告歌拓展成一首完整的、較抒情溫暖的單曲，自此此曲成為「香港公益金」活動的主要歌曲。
林慕德透露寫這首歌的靈感來自於他小時候聽的英文版「公益金Charity Chest」廣告歌，此歌有點進行曲的味道，所以《公益心》這首歌前半段的旋律有懇求捐款的意味，而后半段則有進行曲的味道。
香港公益金在2018年的「連繫 · 公益心」第37期期刊中透露了一些公益金歌曲的故事：
公益金在五十年間共有兩首主題曲，第一首在1968年面世，名為《捐助，捐助，捐助》，由商業電台英語節目總監Nick Demuth作曲，公益金的創始執行董事Colin Morrison填詞。這首主題曲有純音樂和雙語演唱的版本，在商業電台的中英文頻道播放。
時至1980年，公益金需要一首新的宣傳曲，Young and Rubicam有限公司找來23歲的林慕德譜曲。林慕德在譜曲時，不忘向Nick Demuth致敬，寫出了輕快且具強烈節奏感、猶如軍隊進行曲般的旋律，務求激勵大眾共襄善舉。這個旋律配合當時的「公益金百萬行」宣傳廣告，深受歡迎，大眾更自此把它認定為公益金的主題曲。
直至1983年，此曲獲得陳百強的青睞，請林慕德重新編曲，配上鄭國江的歌詞，再由他演唱。不過，由於歌曲要在電台免費廣播，不能冠上「公益金」的名字，因而把歌名定為《公益心》，宣傳公益金的用意不言而喻。
黃柏高曾透露陳百強在灌錄《脈搏奔流》時遲遲未能進入狀態，陳百強便要求黃到外面購買了一支小瓶装的藍带威士忌飲用，然後便迅速的進入了理想情緒完成了錄音。
周啟生在2023年於Facebook透露了一些《令我傾心只有你》的幕後故事：「郭小霖當時還在加拿大做琴行的工作，他（陳百強）唱了一首郭小霖作的歌，然後在錄音室他親口跟我說要做好這首歌（鋪好這條路等郭小霖回到香港可以進軍歌手幕前的工作）。娛樂圈沒人會像他那樣，為人著想，為他人的前途鋪路，真的聽都沒聽過！」
周啟生在2024年接受「明周」訪問時透露了一些制作《偏偏喜歡你》大碟及《陳百強83演唱會》的故事：「我要感謝黃柏高，他之前是管倉庫的，后來轉去做制作，第一張碟就找我做，結果做出來後火的不得了。我也要感謝周梁淑怡及陳家瑛，她們很想撮合我跟陳百強成為最佳拍檔。我跟Danny是很好的朋友，但做起事來卻不是很合拍，經常吵架。當時我和他都很年輕，他是有點挑剔，但他真的是個天才，他對我說過一句話，我到現在都覺得他很對，他說『你可不可以玩慢一點不用𥹉（黏），爽一點不用快』我說傻的，但是這句話精彩啊！（如今）我真的覺得他很聰明，可惜當時我很自負，我不愿學習這句話的意思，我不夠他聰明，這就是高手的修為。我應該再寫多十多首歌給他唱，我覺得我做得不夠，但可惜當時我太年輕看不透。」
《偏偏喜歡你》是陳百強首張錄制於CBS/Sony Studio錄音室的專輯，此錄音室位於南京街益美大厦，於1983年落成，由名家Tom Hidley設計（此君曾參與設計了美國加州著名錄音室Westlake Recording Studios）。此錄音室後來易手後更名為雅旺（Avon）錄音室。
專輯封面拍攝於麒麟新閣酒家，當時座落於銅鑼灣新寧道一號。

## 迴響
《偏偏喜歡你》的曲調柔情凄婉，深沉雋永，既蘊含濃厚的傳統東方韻味，又不失現代感。歌曲開篇的古箏與竹笛撥動心弦，歌詞則訴說著對逝去感情的難以割舍。陳百強深情款款地娓娓道來，將那份痴心眷戀詮釋得淋漓盡致，堪稱不朽之作。
《偏偏喜歡你》獲得香港電台「中文歌曲龍虎榜」1983年第35週冠軍，並入選1983年度十大中文金曲頒獎禮的「十大中文金曲」。
黃凱芹相當欣賞《偏偏喜歡你》，他如此說：「《晚秋》的intro我改了多次，可能我是受到了很多年前陳百強《偏偏喜歡你》的影響，我希望一開始的時候有一種很震撼、很Grand（气势宏伟）的感覺。」
林敏驄在2007年港台「紀念陳百強特輯」中曾如此評價《偏偏喜歡你》：「《偏偏喜歡你》及這一類型的歌，由Danny唱出來有一種特別的效果，聽起來不會覺得舊或老土，這是他獨有的點石成金的魔力及魅力。」
鄭國江在2023年接受「明周」訪問時透露在他所有的作品當中，他印象中累積版稅收入最高的那一首歌是《偏偏喜歡你》。
《偏偏喜歡你》(連同《一生何求》)被公認為是在中國大陸影響力和傳唱度最高的粵語歌之一。

## 衍伸
1987年，1982年第十届香港小姐青春小姐沈金玲將《浪潮》改編為《苦戀》，收錄於她的《一見鍾情》EP。
1989.06.02，陳百強以《偏偏喜歡你》參加於日本武道館舉行的「第十八屆東京音樂節」，同行負責指揮樂隊的周啟生特將《梁祝小提琴协奏曲》音樂片段放入此曲的前奏中，陳百強憑此曲獲得「TBS大獎」。
1991.02.24，在「藝術家年獎1990頒獎禮」上，陳百強為《偏偏喜歡你》曲子另填了一段歌詞並邀請獲獎人鄭國江演唱，歌詞為：
人世的險惡丑陋永不理，愿能以手寫心裡詩。
眼前各種美，艱辛兼風雨，順手摘來寫歌詞。
1994年，王菲（當時名為王靖雯）在「公益金百萬行」宣傳短片中演繹了中英文版本的《公益心》（新填詞）。2002年，「公益金百萬行」宣傳短片採用了陳百強歌曲《公益心》。2018年，香港公益金為慶祝50週年誌慶，邀請黎明翻唱了《公益心》（雷頌德編曲）。
2002年，金馬獎最佳女主角、最佳美術、最佳服裝電影《金雞》採用了《偏偏喜歡你》一曲作為電影插曲。
2015年，中國賣座電影《港囧》以《偏偏喜歡你》作為主要插曲。
2018年，周啟生為紀念陳百強誕辰60週年而創作了一首新歌《紫》，由因葵填詞。

## 曲目
| 曲序     | 曲目           |          | 作曲            | 编曲         | 备注 | 时长  |
| -------- | -------------- | -------- | --------------- | ------------ | --- | ----- |
| 1.       | 偏偏喜歡你     | 鄭國江   | 陳百強          | 周啟生       | 第二主打 創作靈感來自張德蘭的《情若無花不結果》(周啟生作曲及編曲) 和音之一：張德蘭 | 3:24  |
| 2.       | 相思河畔       | 鄭國江   | Anat Phutthamat | Chris Babida | 第一主打 改編自崔萍的《相思河畔》，首唱者為顧媚。 泰語原曲為อาณัติ พุทธมาศ(Anat Phutthamat)的《จุดยืนความรัก》(Chut Yuen Khwam Rak / 愛的立場) 同曲異詞有鄺美雲的《一生不忘記》、區瑞強的《無情》、陳齊頌的《痴心一片》、陳寶珠的《莫惹相思債》、譚炳文和李香琴的《愛恨嶺之戀》。 | 3:01  |
| 3.       | 脈搏奔流       | 卡龍     | Ken Tobias      | 周啟生       | 第三主打 改編自The Bells的《Stay Awhile》 卡龍原名葉漢良 同曲異詞有許冠傑的《青春夢裡人》 | 3:58  |
| 4.       | 令我傾心只有你 | 鄭國江   | 郭小霖          | 周啟生       | | 3:28  |
| 5.       | 浪潮           | 鄭國江   | 陳百強          | 周啟生       | 1987年沈金玲將之改編為《苦戀》，潘偉源作詞，郭小霖編曲，谷中仁(何永堅)監製，收錄於《一見鍾情》EP（華納）。 | 3:18  |
| 6.       | 仁愛的心       | 林敏驄   | 基督教聖詩      | 周啟生       | 和唱：志成歌樂團 改編自基督教聖詩《Amazing Grace》 原曲由John Newton填詞 同曲異詞有鄭少秋的《令我心溫暖》及容祖兒的《明日恩典》(副歌部分) | 3:07  |
| 7.       | 不             | 鄭國江   | Chris Babida    | Chris Babida | 第四主打 | 3:44  |
| 8.       | 公益心         | 鄭國江   | 林慕德          | 林慕德       | 旋律源自林慕德創作的《公益金百萬行1981》廣告歌 | 2:43  |
| 9.       | 從前           | 林敏驄   | 周啟生          | 周啟生       | | 3:12  |
| 10.      | 傻望           | 林敏驄   | Chris Babida    | Chris Babida | | 3:21  |
| 11.      | 醋意           | 林敏驄   | Billy Livsey    | 林慕德       | 改編自Shakin' Stevens的《Give Me Your Heart Tonight》 | 2:48  |
| 12.      | 何必抱怨       | 鄭國江   | 佐田雅志        | Chris Babida | 改編自佐田雅志的《第三者》 | 3:51  |
| 总时长： | 总时长：       | 总时长： | 总时长：        | 总时长：     | 总时长： | 39:55 |

## 感言
陳百強在唱片中寫下了這一段感言：

不刻意追尋燦爛與無盡的愛

只盼珍惜那完美的一剎永恒

## 製作人員
- 監制：陳百強
- 制作統籌：黃柏高
- 錄音：Tom Brown、Rico Fung、David Ling Jr
- 錄音室：CBS/Sony Studio
- 攝影：毛澤西Idris Mootee
- 攝影地點：麒麟新閣酒家Sunning Unicorn Restaurant

## 派台成績
| 歌曲       | 港台 中文歌曲龍虎榜 |
| ---------- | ------------------- |
| 偏偏喜歡你 | 1▲                  |
| 脈搏奔流   | 2                   |

▲1983年第35周

## 獎項
- 1983年度十大中文金曲頒獎典禮

- 「十大中文金曲」：《偏偏喜歡你》

- 1983年度十大勁歌金曲頒獎典禮

- 「十大勁歌金曲第四季季選」：《偏偏喜歡你》

- 1983年度中文歌曲擂台獎頒獎禮

- 「中文歌曲擂台獎」：《陳百強(偏偏喜歡你》專輯

- 1984年度香港金唱片頒獎典禮

- 「白金唱片」：《陳百強(偏偏喜歡你)》專輯